# Maratus chlorophthalmus
Lycidas chlorophthalmus là một loài nhện trong họ Salticidae.
Loài này thuộc chi Lycidas. Lycidas chlorophthalmus được Eugène Simon miêu tả năm 1909.